# George Polk
Pour les articles homonymes, voir Polk.
George Polk, né à Fort Worth au Texas le 17 octobre 1913 et mort en Grèce avant le 16 mai 1948, est un journaliste américain.
Le prix George-Polk a été créé en son honneur.

## Biographie
Après des études de journalisme à l'université d'Alaska, il participe aux combats dans le Pacifique. Il entre ensuite chez Columbia Broadcasting System.
Il est envoyé en Grèce pour couvrir la guerre civile grecque ; il y épouse Rhea Kokkonis.
Au début de mai 1948, il disparait avant d'être retrouvé mort dans la baie de Thessalonique, une balle dans la tête tirée à bout portant, les pieds et poings liés. Les circonstances de sa mort sont toujours cause de controverse. Une enquête menée à l'époque conclut à la culpabilité de militants communistes grecs : Gregorios Staκtopoulos, Vaggelis Vasvanas et Adam Mouzenidis. 
Des enquêtes postérieures ont découvert que ni Mouzenidis ni Vasvanas n'étaient dans la région au moment du meurtre et que les aveux de Staκtopoulos avaient été obtenus sous la torture. De nouvelles hypothèses suggèrent que le journaliste aurait pu être victime d'un groupuscule d'extrême-droite probablement au service du gouvernement grec et des autorités américaines.
Le prix George-Polk a été fondé en son honneur en 1949.
En 1967, le réalisateur grec Dimos Theos tourna Kierion, un film à propos de son assassinat.